# Министерство по чрезвычайным ситуациям Армении

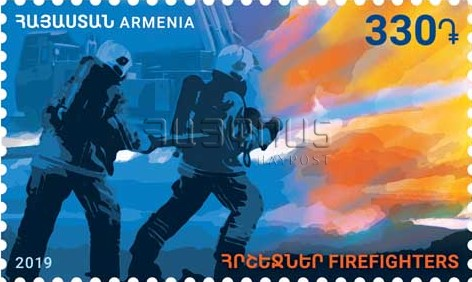
Пожарные на почтовой марке Армении, 2019

Министерство по чрезвычайным ситуациям Армении, или МЧС Армении, — республиканский орган исполнительной власти Республики Армения, который занимается сферой гражданской обороны.

## Структура
Министерство по чрезвычайным ситуациям РА является республиканским органом исполнительной власти, который разрабатывает, осуществляет и координирует отнесенную к его компетенции законами и иными правовыми актами политику Правительства Республики Армения в сферах гражданской обороны и защиты населения в чрезвычайных ситуациях.

## История
МЧС Армении сформировано указом президента от 21 апреля 2008 года.
Министерство с 1 декабря 2014 года объединено с Министерством территориального управления. С 23 февраля 2016 года воссоздано.

## Задачи
Основные задачи ведомства — разработка политики по прогнозу чрезвычайных ситуаций и подготовка к ним, координация действий различных структур непосредственно во время чрезвычайных ситуаций и вопросы по оперативной ликвидации их последствий.

## Руководство
Министром по чрезвычайным ситуациям Армении является Армен Памбухчян

## Структура
Органом, функционирующем в сфере управления министерства, является Спасательная служба Армении.
Выделенными подразделениями министерства являются Агентство государственных резервов, Национальное агентство сейсмической защиты, Агентство аккредитации и лицензирования, Государственная инспекция пожарной и технической безопасности.
Министерству также подчинены Национальный центр технической безопасности и Специальная горноспасательная служба.
День спасателя по решению правительства Армении отмечается 4 сентября.
При министерстве действует Государственная академия кризисного управления.